# Šoštanj
Šoštanj (německy Schönstein) je město a správní středisko stejnojmenné občiny ve Slovinsku v Savinjském regionu. Nachází se u řeky Paky, asi 5 km severozápadně od Velenje a asi 70 km severovýchodně od Lublaně. V roce 2019 zde trvale žilo 2 893 obyvatel. Ve městě se nachází tepelná elektrárna.
Městem prochází silnice 425. Sousedními městy jsou Mežica, Trbovlje, Velenje a Žalec.